# Дејтил (Њу Мексико)
Дејтил (енгл. Datil) насељено је место без административног статуса у америчкој савезној држави Њу Мексико.

## Демографија
По попису из 2010. године број становника је 54.
| Група             | 2000.    | 2010.      |
| Белци             | 0 (0,0%) | 41 (75,9%) |
| Афроамериканци    | 0 (0,0%) | 1 (1,9%)   |
| Азијати           | 0 (0,0%) | 0 (0,0%)   |
| Хиспаноамериканци | 0 (0,0%) | 8 (14,8%)  |
| Укупно            | 0        | 54         |